# Stephanoaetus mahery
A Stephanoaetus mahery a madarak (Aves) osztályának vágómadár-alakúak (Accipitriformes) rendjébe, ezen belül a vágómadárfélék (Accipitridae) családjába tartozó kihalt faj.

## Tudnivalók
A Stephanoaetus mahery, melyet a laikusok madagaszkári koronás sasnak neveznek, Madagaszkár szigetén fordult elő, egészen az 1500-as évekig. Méretben, körülbelül ugyanakkora volt, mint a ma is élő kontinentális rokona, a koronás sas (Stephanoaetus coronatus). Valószínűleg makifélékkel (Lemuridae) táplálkozott. Emiatt a mai makik is óvakodnak a vágómadárféléktől; a kölyköket a mai sasfajok is zsákmányolják.
A fossza (Cryptoprocta ferox) óriás rokonával, vagyis a Cryptoprocta speleával és két krokodilfajjal együtt, a Stephanoaetus mahery a sziget erdeinek csúcsragadozói voltak. Valószínűleg a zsákmányállatainak az ember által való túlvadászása, illetve azoknak kihalása vezetett e ragadozó madár kihalásához.
A „rok madár” legendája valószínűleg e sasforma és az elefántmadár-félék (Aepyornithidae) óriás tojásain alapszik.

## Fordítás
- Ez a szócikk részben vagy egészben  a   Malagasy crowned eagle című angol Wikipédia-szócikk ezen változatának fordításán alapul.  Az eredeti cikk szerkesztőit annak laptörténete sorolja fel. Ez a jelzés csupán a megfogalmazás eredetét és a szerzői jogokat jelzi, nem szolgál a cikkben szereplő információk forrásmegjelöléseként.